# Gesamthafenbetrieb
Ein Gesamthafenbetrieb ist ein durch Vertrag gebildeter Zusammenschluss der Arbeitgeberverbände der Hafenumschlagsbetriebe eines Hafens mit den in dem Hafen vertretenen Gewerkschaften der Hafenarbeiter. Der Gesamthafenbetrieb dient als virtueller Arbeitgeber für die so genannten unständigen Hafenarbeiter eines Hafens, die deshalb auch Gesamthafenarbeiter heißen.

## Geschichte und Entwicklung
Die Hafenarbeit für die mit dem Umschlag im Hafen beschäftigten Betriebe und Hafenarbeiter war in früheren Zeiten von erheblichen Schwankungen betroffen. Die Auftragslage für die im Hafen tätigen Einzelunternehmen war erheblich davon abhängig, wann welche Schiffe mit welcher Art von Ladung beladen oder gelöscht werden mussten. Die Unregelmäßigkeit, mit der Schiffe einliefen und den Hafen wieder verließen, bedeutete für die einzelnen Unternehmen eine erhebliche Schwankung der Auftragslage, die nicht mit der allgemeinen langfristigen Konjunkturschwankung verglichen werden konnte, sondern sich für jedes Unternehmen tagesabhängig gestaltete. Selbst wenn die allgemeine Auftragslage für alle Unternehmen in einem Hafen nicht schwankte, bedeutete dies nicht, dass nicht einzelne Unternehmen zeitweise erheblich überbeschäftigt waren und einen sehr kurzfristigen zusätzlichen Personalbedarf hatten, andere Unternehmen hingegen keine Aufträge erhielten und ihr vorhandenes Personal nicht beschäftigen konnten. Dies führte dazu, dass die Einzelunternehmen nur einen sehr kleinen Personalstamm als ständige Arbeitnehmer beschäftigten, die sie auch in Zeiten fehlender Aufträge noch finanzieren konnten. Daneben entwickelte sich der Typ des so genannten unständigen Hafenarbeiters. Diese Hafenarbeiter kamen an jedem Morgen in den Hafen, um für die Dauer eines Tages bei einem Einzelunternehmen beschäftigt zu werden.
Diese Art der Personalgewinnung stellte sich als für Arbeitgeber und Arbeitnehmer nachteilig heraus:
Für die unständigen Hafenarbeiter bedeutete die Situation, dass sie keinen dauerhaften Arbeitgeber hatten. Die unständigen Hafenarbeiter konnten keine Anwartschaften erwerben, wie es die ständigen Hafenarbeiter der Einzelunternehmen konnten: Sie hatten keinen Urlaubsanspruch, keinen Anspruch auf Feiertagsbezahlung und keinen Kündigungsschutz, die allesamt eine längere ständige Beschäftigung für einen Arbeitgeber voraussetzten.
Für die Arbeitgeber war die unständige Beschäftigung von Arbeitern insofern nachteilig, als kein fester Personalstamm vorhanden war, auf den sie zurückgreifen konnten. Die besondere Leistungsfähigkeit einzelner Arbeiter konnte nicht gewürdigt werden, da sich diese erst über einen längeren Zeitraum zeigt. Zudem hatten die unständigen Arbeiter kein besonderes Interesse an einem Unternehmen, denn sie wurden ohnehin nach kurzer Zeit wieder entlassen.
Um die Jahrhundertwende zum 20. Jahrhundert entstanden daher in einzelnen Häfen überbetriebliche Vereinigungen der Hafenunternehmen, beispielsweise 1892/1906 in Hamburg, 1913 in Emden und 1914 in Bremen. Diese Vereinigungen organisierten die unständigen Hafenarbeiter und wiesen sie auf jeweilige Anforderung den Einzelunternehmen zu. Diese Konstruktion war jedoch ausschließlich vom freiwilligen Engagement der Unternehmen abhängig und diente in erster Linie den Interessen der Unternehmen. Die soziale Lage der unständigen Hafenarbeiter verbesserte sich nur gering.
In der Zeit des Nationalsozialismus wurde durch die 12. Verordnung zur Durchführung des Gesetzes zur Ordnung der nationalen Arbeit von 1935 eine gesetzliche Grundlage für Gesamthafenbetriebe geschaffen: Auf Anordnung eines „Treuhänders der Arbeit“ konnten alle Einzelbetriebe eines Hafens zwangsweise zu einem Gesamthafenbetrieb vereinigt werden. Diesem fiktiven Gesamthafenbetrieb waren alle unständigen Arbeiter des Hafens als Gesamthafenarbeiter und damit als ständige Arbeitnehmer zugewiesen. Der Gesamthafenbetrieb diente in erster Linie dem Zweck, die in einem Hafen beschäftigten unständigen Arbeiter zu kontrollieren und die Arbeitskräfte planwirtschaftlich zu verteilen. Gleichzeitig bewirkte diese Konstruktion aber für die ehemals unständigen Hafenarbeiter eine bedeutende soziale Verbesserung, als sie nunmehr von konjunkturellen Schwankungen nicht mehr so stark betroffen waren und die bereits genannten Anwartschaften ständiger Arbeitnehmer erwerben konnten.
Bis 1941 entstanden so in den bedeutendsten 19 Seehäfen und 8 Binnenhäfen Deutschlands Gesamthafenbetriebe.
Nach dem Ende des Zweiten Weltkrieges wurde das Gesetz zur Ordnung der nationalen Arbeit durch Gesetz des Alliierten Kontrollrats mitsamt seinen Durchführungsverordnungen aufgehoben. Dies betraf auch die 12. Durchführungsverordnung und damit die rechtliche Grundlage der Gesamthafenbetriebe.
Die Konstruktion der Gesamthafenbetriebe hatte sich allerdings trotz oder unabhängig von ihrer von der nationalsozialistischen Ideologie geprägten Grundlage im Gesetz zur Ordnung der nationalen Arbeit als adäquates Sozialmodell für die unständigen Hafenarbeiter erwiesen. Daher wurden schon 1947 für die stadtbremischen Häfen und den Gesamthafenbetrieb Bremerhaven bremische Verordnungen als rechtliche Grundlage geschaffen, in Hamburg vereinbarten die im Hafen vertretenen Tarifvertragsparteien, den Gesamthafenbetrieb auf freiwilliger, tarifvertraglicher Basis fortzuführen.

## Heutige Lage
Um den Gesamthafenbetrieben für das gesamte Bundesgebiet eine rechtliche Grundlage zu schaffen, die den Anforderungen der (wieder-)hergestellten freiheitlich-demokratischen Grundordnung gerecht wird, wurde das „Gesetz über die Schaffung eines besonderen Arbeitgebers für Hafenarbeiter (Gesamthafenbetrieb)“ vom 3. August 1950 geschaffen. Geändert wurde dieses Gesetz seitdem nur redaktionell.
Dieses Gesetz bildet die Grundlage für die noch bestehenden Gesamthafenbetriebe, deren Zahl sich durch die technische und wirtschaftliche Entwicklung im Seeverkehr und im Hafenumschlag zwar erheblich reduziert hat. Dennoch sind zum Beispiel der Gesamthafenbetrieb und die Gesamthafenbetriebs-Gesellschaft (GHBG) in Hamburg mit immer noch über 1.000 Arbeitnehmern sowie der GHBV - Gesamthafenbetriebsverein im Lande Bremen e.V. mit ca. 1.250 Mitarbeiterinnen und Mitarbeitern (Stand 2018) ein Beleg dafür, dass das Konstrukt des Gesamthafens weiterhin von praktischer Bedeutung ist. Weitere Gesamthafenbetriebe bestehen in Lübeck und Rostock.
Die gegenwärtige Struktur eines Gesamthafenbetriebes basiert auf den folgenden Grundlagen:
Ein Gesamthafenbetrieb wird – anders als unter der nationalsozialistischen Herrschaft – durch eine vertragliche Vereinbarung zwischen Arbeitgebern und Arbeitnehmern eines Hafens, jeweils vertreten durch ihre Verbände, geschaffen. Für Häfen, in denen eine solche tarifvertragsähnliche Vereinbarung nicht geschlossen wurde, kann ein Gesamthafenbetrieb nicht durch staatlichen Einzelakt geschaffen werden.
Zunächst gehören dem Gesamthafenbetrieb nur diejenigen Betriebe eines Hafens an, deren Unternehmer selbst oder über ihren Arbeitgeberverband an der vertraglichen Vereinbarung beteiligt sind. Wenn diese Betriebe jedoch in den drei Monaten vor dem Abschluss der Vereinbarung über die Bildung des Gesamthafenbetriebs mehr als die Hälfte aller in den jeweiligen Hafen tätigen Hafenarbeiter beschäftigen und dies durch die zuständige Behörde bestätigt wird, dann gehören dem Gesamthafen zwangsweise auch alle anderen Hafenbetriebe des Hafens an.
Der Gesamthafenbetrieb ist der virtuelle Arbeitgeber in einem Hafen, bei dem diejenigen Hafenarbeiter angestellt werden, die nicht bei einem einzelnen Betrieb in einem Beschäftigungsverhältnis stehen. Der Gesamthafenbetrieb, der nach der gesetzlichen Regelung selbst keiner erwerbswirtschaftliche Tätigkeit nachgehen darf, vermittelt seine Gesamthafenarbeiter je nach Bedarf an die einzelnen Mitgliedsbetriebe. Ansonsten dient er als ständiger Arbeitgeber für die Arbeiter, die dadurch langjährige soziale Anwartschaften erwerben können. Zudem sorgt der Gesamthafenbetrieb für einen garantierten Lohn der Gesamthafenarbeiter.
Zwar besteht u. U. ein Zwang für in einem Hafen ansässige Betriebe, dem Gesamthafenbetrieb anzugehören, anderseits hält der Gesamthafenbetrieb kein Monopol für die von seinen Mitgliedsbetrieben angebotenen Dienstleistungen. Ein Gesamthafenbetrieb kann die einen Hafen nutzenden Reedereien und Speditionen nicht zwingen, Umschlagsarbeiten nur durch seine Mitgliedsbetriebe ausführen zu lassen. Insofern unterscheidet sich der Gesamthafenbetrieb nach geltendem deutschen Recht grundlegend von einem vergleichbaren italienischen Modell, dass ein Monopol für Hafenunternehmen in ihrem jeweiligen Hafen vorsah und deswegen vom EuGH wegen Verstoßes gegen europäisches Kartellrecht, gegen die Freiheit des Warenverkehrs und gegen die Arbeitnehmerfreizügigkeit für mit dem EG-Vertrag unvereinbar erklärt wurde.